# IEEE 802.11a
IEEE 802.11a-1999 или 802.11a — дополнение к спецификациям беспроводной локальной сети IEEE 802.11, которая определяла требования для систем c ортогональным частотным мультиплексированием (OFDM). Первоначально он был разработан для поддержки беспроводной связи в нелицензированных диапазонах национальной информационной инфраструктуры (U-NII) (в диапазоне частот 5-6 ГГц), как это предусмотрено в Соединённых Штатах Америки в Своде федеральных нормативных актов, раздел 47, параграф 15.407.
Первоначально он был описан в пункте 17 спецификации 1999 года, теперь он определён в пункте 18 спецификации 2012 года и предоставляет протоколы, которые позволяют передавать и принимать данные со скоростью от 1,5 до 54 Мбит/с. Он получил широкое распространение во всем мире, особенно в корпоративной рабочей среде. Хотя первоначальная поправка больше не действительна, термин «802.11a» все ещё используется производителями беспроводных точек доступа (карт и маршрутизаторов) для описания совместимости их систем на частоте 5,8 ГГц, 54 Мбит/с (54 x 106 бит в секунду) ,
802.11 — это набор стандартов IEEE, которые регулируют методы передачи беспроводных сетей. Сегодня они широко используются в версиях 802.11a, 802.11b, 802.11g, 802.11n и 802.11ac для обеспечения беспроводной связи в доме, офисе и некоторых коммерческих учреждениях. Wi-Fi 2 является неофициальным ретронимом для 802.11a.

## Описание
Поправка к оригинальному стандарту 802.11a была ратифицирована в 1999 году. Стандарт 802.11a использует тот же базовый протокол, что и исходный стандарт, работает на частоте 5 ГГц и использует мультиплексирование с ортогональным частотным разделением каналов (OFDM) с максимально допустимой скоростью передачи данных до 54 Мбит/с, что обеспечивает на практике реально достижимую пропускную способность около 20 Мбит/с. Скорость передачи данных уменьшается до 48, 36, 24, 18, 12, 9, а затем до 6 Мбит/с, если требуется. Изначально 802.11a имел 12/13 непересекающихся каналов, 12 из которых можно использовать внутри помещений, и 4/5 из 12, которые можно использовать в конфигурациях «точка-точка» вне помещений. В последнее время многие страны мира разрешают работу на частотах 5,47-5,725 ГГц в качестве второго пользователя, используя метод совместного использования, полученный в 802.11h. Это добавит ещё 12/13 каналов к общей полосе 5 ГГц, что обеспечит значительное увеличение пропускной способности беспроводной сети, это позволит использовать более 24 каналов в некоторых странах. 802.11a не совместим с 802.11b, так как они работают в отдельных диапазонах, за исключением случаев использования оборудования с возможностью двух диапазонов. Большинство точек доступа корпоративного класса имеют возможность двухдиапазонной связи.
Использование полосы 5 ГГц дает 802.11a существенное преимущество, поскольку полоса 2,4 ГГц интенсивно используется до такой степени, что может быть переполнена. Ухудшение, вызванное такими конфликтами, может привести к частым разрывам соединений и ухудшению обслуживания. Однако эта высокочастотное соединение также имеет небольшой недостаток: эффективный общий диапазон 802.11a немного меньше, чем у 802.11b/g; Сигналы 802.11a не могут проникать так же далеко, как сигналы у 802.11b, потому что они легче поглощаются стенами и другими твердыми объектами на своем пути и потому, что потери на пути в силе сигнала пропорциональны квадрату частоты сигнала. С другой стороны, OFDM имеет фундаментальные преимущества при распространении в условиях большого многолучевого распространения, например, в помещении офиса, а более высокие частоты позволяют создавать меньшие антенны с более высоким усилением радиочастотной системы, что устраняет недостаток в работе на более высоких частотах. Увеличенное количество используемых каналов (в 4-8 раз больше в странах FCC) и почти полное отсутствие других мешающих систем (микроволновые печи, радиотелефоны, радионяни) обеспечивают значительную совокупную пропускную способность 802.11a и надежность по сравнению с 802.11b/g.

## Нормативные вопросы
Разные страны имеют разную нормативно-правовую поддержку, хотя Всемирная конференция радиосвязи 2003 года улучшила координацию международных стандартов. Стандарт 802.11a в настоящее время одобрен нормативными актами в Соединенных Штатах и Японии, но в других областях, таких как Европейский союз, ему пришлось дольше ждать одобрения. Европейские регуляторы рассматривали возможность использования европейского стандарта HIPERLAN, но в середине 2002 года 802.11a освободили для использования в Европе. В США решение Федеральной комиссии по связи (FCC), принятое в середине 2003 года, может открыть больше возможностей для каналов 802.11a.

## Синхронность и совместимость продуктов
Устройства, поддерживающие стандарт 802.11a, начали поставляться с опозданием, отставая от устройств, поддерживающих 802.11b, из-за сложности изготовления компонентов на 5 ГГц. Производительность устройств первого поколения была плохой и страдала от проблем. Когда начали поступать устройства второго поколения, стандарт 802.11a не получил широкого распространения среди потребителей, прежде всего потому, что менее дорогой стандарт 802.11b уже получил широкое распространение. Однако позднее 802.11a увидел значительное проникновение в корпоративные сетевые среды, несмотря на первоначальные недостатки в стоимости, особенно для предприятий, которым требовалась повышенная пропускная способность и надежность по сравнению с сетями, поддерживающими только 802.11b/g.
С появлением на рынке менее дорогих и новых продуктов 802.11g, которые были обратно совместимы с 802.11b, преимущество полосы пропускания в 5 ГГц 802.11a было устранено. Производители оборудования 802.11a отреагировали на отсутствие рыночного успеха значительным улучшением реализаций (технология 802.11a текущего поколения имеет характеристики диапазона, почти идентичные характеристикам 802.11b), и сделав технологию, которая может использовать более одного диапазона, стандартом.
Двухдиапазонные или двухрежимные точки доступа и сетевые интерфейсные карты (NIC), которые могут автоматически обрабатывать a и b/g, в настоящее время распространены на всех рынках и очень близки по цене к устройствам только с b/g.

## Техническое описание
Из 52 поднесущих OFDM 48 предназначены для передачи данных, а 4 пилот-сигнала с интервалом между несущихся в 0,3125 МГц (20 МГц / 64). Каждая из этих поднесущих может быть BPSK (двоичная фазовая манипуляция), QPSK (квадратурная фазовая манипуляция), 16-QAM (квадратурная амплитудная модуляция) или 64-QAM. Общая полоса пропускания составляет 20 МГц с занятой полосой пропускания 16,6 МГц. Длительность символа составляет 4 мкс, включающий защитный интервал 0,8 мкс. Фактическая генерация и декодирование ортогональных компонентов выполняется в основной полосе частот с использованием цифрового сигнального процессора (DSP), который затем преобразуется с повышением частоты до 5 ГГц в передатчике. Каждая из поднесущих может быть представлена как комплексное число. Сигнал во временной области генерируется с помощью обратного быстрого преобразования Фурье (IFFT). Соответственно, приемник преобразует с понижением частоты дискретизацию на частоте 20 МГц и выполняет быстрое преобразование Фурье (FFT) для извлечения исходных коэффициентов. Преимущества использования мультиплексирования с ортогональным частотным разделением каналов (OFDM) заключается в уменьшении эффектов многолучевого распространения при приеме и повышенную спектральную эффективность.
| Битрейт | Тип модуляции | Скорость кодирования | Скорость передачи данных (Mbit/s)(*) |
| ------- | ------------- | -------------------- | ------------------------------------ |
| 1101    | BPSK          | 1/2                  | 6                                    |
| 1111    | BPSK          | 3/4                  | 9                                    |
| 0101    | QPSK          | 1/2                  | 12                                   |
| 0111    | QPSK          | 3/4                  | 18                                   |
| 1001    | 16-QAM        | 1/2                  | 24                                   |
| 1011    | 16-QAM        | 3/4                  | 36                                   |
| 0001    | 64-QAM        | 2/3                  | 48                                   |
| 0011    | 64-QAM        | 3/4                  | 54                                   |

(*) Скорость передачи данных для разнесения каналов 20 МГц.